# Den Europæiske Unions historie
Den Europæiske Unions historie omhandler dannelsen af den europæiske økonomiske og politiske union, fra slutningen af 2. verdenskrig og op til i dag.

## Hvorfor forene sig?
Efter første verdenskrig lå store dele af Europa i ruiner, og millioner var døde. Tabet af menneskeliv var mangedoblet i forhold til tidligere krige og mange håbede, at krigen skulle blive den sidste verdenskrig, så vel som den første. For at sikre dette blev organisationen Den Paneuropæiske Union stiftet i 1923. Mange meldte sig ind i unionen, blandt dem Fridtjof Nansen, Sigmund Freud og Albert Einstein. Den Paneuropæiske Union ville ikke have et helt føderalistisk Europa, men ønskede en toldunion med samme valuta og desuden et allieret militær. I 1929 var optimismen stor, da Frankrig fremlagde en langsigtet plan for et mere integreret Vesteuropa. Men de havde undervurderet effekten af Versaillesaftalen. Ved denne aftale fik Tyskland det finansielle ansvar for at betale for skadene, der var sket under verdenskrigen samtidig med, at de officielt fik næsten hele ansvaret for krigen. Dette førte til, at Tyskland kom ind i en økonomisk krise. Da Tyskland endelig var kommet ud af denne krise, var den tyske økonomi i stærk vækst, og det tyske folk var præget af en enorm patriotisme og nationalisme. Dermed lå alt klart for Hitler og nazismens indtog, og Den Paneuropæiske Union faldt.
Da 2. verdenskrig var ovre i 1945, havde Europa gennemgået sin største katastrofe nogensinde, og de fleste mennesker ville have en ny union for at sikre sig mod nye krige. Særligt ønskede man at få Frankrig og Tyskland ind i et varigt fredsforhold. Op gennem historien har de to været i mange krige mod hinanden. Årsagen til, at endnu flere nu indså at en god union var nødvendig, var, at atomvåbenet var blevet introduceret, og man frygtede at hele Europa skulle blive bombet i stykker, hvis man ikke forhindrede fremtidige krige. I 1950 fremlagde den franske udenrigsminister Robert Schuman derfor et forslag om nærmere samarbejde mellem Frankrig, Vesttyskland og andre vesteuropæiske stater, som måtte ønske det. Dette skulle som udgangspunkt være en kul- og stålunion. Hjernen bag det hele var Jean Monnet, og han påpegede, at Tyskland ikke måtte undertrykkes, som landet blev det efter første verdenskrig. I en af Monnets memoirer står det skrevet: "Nøgleordet er fred".

## Kul- og stålfællesskabet
I april 1951 bliver traktaten om Kul- og Stålunionen/Det europæiske kul- og stålfællesskab (EKSF/ECSC) underskrevet, og året senere, den 25. juli 1952 træder den i kraft. Dette var et samarbejde, der gik ud på at Frankrig og Tyskland slog deres administration af kul- og stålindustrien sammen. De fik Italien og Benelux-landene (Belgien, Nederlandene og Luxembourg) med. Dette samarbejde, som blev ledet af initiativtageren Jean Monnet, skulle blive forløberen til det, vi i dag kender som EU.

## Rom-traktaten
Den 25. marts 1957 underskrev de samme seks lande, der oprettede Kul- og stålfællesskabet, den traktat, som skulle blive en af de mest berømte i moderne europæisk historie, Rom-traktaten. Denne traktat blev en stor økonomisk fordel for medlemslandene, da den førte til, at handelen mellem dem øgedes med 37% procent blot i løbet af de første år. Meget af grundlaget for dette opsving i handelen lå i oprettelsen af Det Europæiske Økonomiske Fællesskab (EØF/EEC). Dette fællesskab sørgede for et stadig tættere samarbejde ved afskaffelse af grænser, toldmure og andre hindringer for fri færdsel og handel mellem medlemslandene. En række andre lande så med stor interesse på det vellykkede samarbejde og søgte om medlemskab. Storbritannien, Norge, Danmark og Island søgte om medlemskab i 1961. Dette så alle medlemslandene, bortset fra Frankrig, positivt på, da Charles De Gaulle, den franske præsident, mente at England havde for stor tilknytning til USA. Frankrig brugte sin vetoret, så landene ikke fik lov til at deltage.
Samtidig med oprettelsen af Det europæiske økonomiske fællesskab blev også Det europæiske atomenergifællesskab (EURATOM) oprettet. Formålet med dette fællesskab var at fremme den industri, som arbejder med atomenergi, bl.a. gennem forskning, fælles sikkerhedsregler og fordeling af råstoffer og kerneenergi.
En anden vigtig begivenhed var iværksættelsen af Den fælles landbrugspolitik, hvilket betød at Det europæiske økonomiske fællesskab nu fik ansvaret for den europæiske landbrugspolitik. Landbrugspolitikken blev etableret 30. Juli 1962 og var i begyndelsen en ubetinget succes. De løsninger, der i starten valgtes for at nå de tildels modstridende målsætninger (produktionsudvidelse, rimelig aflønning af landbruget, markedsbalance, forsyningssikkerhed, rimelige forbrugerpriser) førte i længden til problemer med overproduktion og markedsforstyrrende subsidieordninger. Den fælles landbrugspolitik har efterfølgende gennemgået flere grundlæggende reformer, senest af sukkerordningerne i februar 2006.

## EFTA – Det Europæiske Frihandelsforbund
I 1960 blev Det europæiske frihandelsforbund, EFTA (European Free Trade Association) oprettet som en modvægt til det europæiske økonomiske fællesskab. EFTA har som hovedformål at fjerne hindringer for handel mellem medlemslandene, men er modstandere af fælles told og overnationale organisationer. Den frie handel gjaldt dog kun for industrivarer, og medlemslandene havde stadig beføjelser til at pålægge told på blandt andet landbrugsvarer. EFTA omfattede i begyndelsen Danmark, Norge, Portugal, Storbritannien, Schweiz, Sverige og Østrig, men efter at flere af disse senere er blevet medlemmer af EU, består EFTA nu kun af Norge, Schweiz, Island og Liechtenstein.

## EF – Det europæiske fællesskab
I 1965 underskrives Fusionstraktaten om oprettelse af et fælles råd og en fælles kommission for de tre fællesskaber (EKSF, EØF og EURATOM). Da denne træder i kraft den 1. Juli 1967 begynder en ny tid for det, som senere skal blive EU, da alle fællesskaberne nu er samlet (fusioneret) og kaldes EF (Det europæiske fællesskab). Storbritannien, Norge, Danmark og Island søger i 1967 igen om medlemskab, men stoppes atter af Frankrigs vetoret.
I 1969 gik Frankrigs præsident Charles de Gaulle af, og dette åbnede igen muligheden for, at nye lande kunne blive medlemmer af EF. Der blev holdt folkeafstemninger i hvert af landene, og dette endte med at Storbritannien, Danmark og Irland gik ind for at blive medlemmer i den nye union. Danmark havde folkeafstemning den 2. oktober 1972. "Ja" siden vandt med 63.3%. Norge havde folkeafstemning om det samme spørgsmål den 25. september 1972, men stemte nej med et flertal på 53 procent. Unionen bestod nu af ni lande og begyndte at få stor indflydelse på europæiske forhold. Men det skulle snart vise sig, at der fandtes stærke modsætninger internt i den unge union. I 1979 blev "jernkvinden" Margaret Thatcher premierminister i Storbritannien. Det viste sig hurtigt, at hun havde en meget fjendtlig holdning til det europæiske fællesskab. Hun mente, at Storbritannien havde lidt store økonomiske tab siden landet blev medlem af unionen og krævede at få pengene tilbage. Thatcher havde ingen juridisk ret til pengene, men det lykkedes hende alligevel at gennemføre et kompromis. Grækenland, Spanien og Portugal blev også medlemmer i midten af 1980'erne og disse var med til at styrke unionen en del efter den omfattende strid med Storbritannien.
I 1985 vedtog medlemslandene Den Europæiske Fælles Akt, en revision af det eksisterende traktatgrundlag, som mest væsentligt lettede gennemførelsen af EF's hjemmemarked (det indre marked), som landene var blevet enige om i Rom-traktaten. Der blev efterfølgende vedtaget over 300 tiltag, og i 1992 var de fleste af disse gennemført. Norge havde folkeafstemning om EU-spørgsmålet for anden gang i 1994, men også denne gang stemte flertallet nej.

## EØS-aftale
Den store fremgang for EU ved skabelsen af et indre marked, gav de lande som stod udenfor EU, store, økonomiske udfordringer. Derfor tog Europakommissionen initiativ til et tættere samarbejde med disse lande. Dette medførte aftalen om EØS (Europæisk Økonomisk Samarbejdsområde), som blev underskrevet i maj 1992. Denne aftale sikrede landene udenfor EU toldfri adgang til EU-markedet, med undtagelse af landsbrugsvarer og forædlede fiskeprodukter. Men landene måtte også tilpasse sig EU's regelsæt. Denne aftale koster også, og efter fornyelsen i 2003 måtte Norge nu betale 1,7 milliarder kr. per år til EU for at opretholde aftalen. I dag er det kun Norge, Island og Liechtenstein, som er med i EØS-aftalen. De fleste andre lande fra 1992, er i dag blevet fuldgyldige medlemmer af EU.

## Vejen mod Euroen
Den 13. marts 1979 oprettede EF-landene det Europæiske Monetære System (EMS). Dette gjorde de for at skabe stabilitet for de europæiske valutaer. Samtidig blev der oprettet en fælles europæisk valutaenhed kaldet ECU (European Currency Unit). I ECU'en indgik medlemslandenes valutaer med en tyngde svarende til landenes økonomiske betydning. Siden 1981 fungerede ECU som regneenhed i EU og som fælles betalingsmiddel mellem de europæiske centralbanker i Europa. I 1992 blev Maastricht-traktaten underskrevet, hvilket ændrede EF til EU. Samtidig forpligtede medlemslandene sig med denne aftale til at indføre en økonomisk, monetær union, som yderligere skulle styrke det indre marked. Resultatet af denne aftale ser vi i praksis i dag gennem den fælleseuropæiske valuta Euro, som fik sit navn endelig fastlagt i 1995. ECU var den direkte forgænger til den europæiske møntenhed, og i dag har de fleste lande i EU erstattet deres respektive valutaenheder med euroen (bortset fra de nye, østeuropæiske lande). Danmark, Sverige og Storbritannien har dog ikke indført den fælleseuropæiske valuta.

## 2004 – nu: Nyere historie
Den Europæiske Unions historie har siden 2004 været præget af perioder med betydelig uro samt institutionelle reformer. Ti nye stater havde netop indtrådt i unionen, hvoraf otte var betydeligt fattigere end EU-gennemsnittet, og i 2007 indtrådte yderligere to stater. Den forholdsvise nye møntfod Euroen, der var blevet skabt et par år forinden, og Schengen-området måtte i den anledning også udvides. Bestræbelserne på at få skabt en mere strømlignet union blev dog overskygget af den økonomiske recession i de sidste år af 2000’erne og de betydelige problemer med at få implementeret EU's forfatningstraktat og dens efterfølger Lissabontraktaten. I hele perioden har Jose Manuel Durão Barroso været formand for Europakommissionen og Det Europæiske Folkeparti været den største gruppe i Europa-Parlamentet.

### Kommissionen og Parlamentet
Mellem 10.-13. juni 2004 deltog Den Europæiske Unions 25 medlemsstater i historiens største trans-nationale valghandling, da medlemmerne af det sjette Europa-Parlamentet skulle vælges. Resultat, der havde den laveste vælgertilslutning nogensinde, førte endnu engang til en valgsejr for EPP-ED

#### Kommissionen Barroso I
Prodi-kommissionens mandat udløb ved udgangen af oktober 2004, så i tiden umiddelbart efter parlamentsvalget i 2004 begyndte man at overveje, hvilke personer der kandiderede til posten som formand for den kommende Europakommission. Der var stærk opbakning til den belgiske premierminister Guy Verhofstadt (ELDR) fra Irland, Frankrig og Tyskland, der så ham som en "overbevist europæer og stærk kæmper". Guy Verhofstadts føderlistiske overbevisning førte dog til modstand fra Spanien, Det Forenede Kongerige, Italien og Portugal, der ligeledes vendte sig imod Verhofstadts modstand mod Irak-krigen og hans ønske om at få nævnt Gud i EU's forfatningstraktat.
| Europa-Parlamentsvalg 2004 (endelige resultater fra den 20. juli 2004) | Europa-Parlamentsvalg 2004 (endelige resultater fra den 20. juli 2004) | Europa-Parlamentsvalg 2004 (endelige resultater fra den 20. juli 2004) | Europa-Parlamentsvalg 2004 (endelige resultater fra den 20. juli 2004) | Europa-Parlamentsvalg 2004 (endelige resultater fra den 20. juli 2004) | Europa-Parlamentsvalg 2004 (endelige resultater fra den 20. juli 2004) | Europa-Parlamentsvalg 2004 (endelige resultater fra den 20. juli 2004) |
| Gruppe                                                                 | Gruppe                                                                 | Beskrivelse                                                            | Formand                                                                | MEPere                                                                 | MEPere                                                                 | MEPere                                                                 |
| ---------------------------------------------------------------------- | ---------------------------------------------------------------------- | ---------------------------------------------------------------------- | ---------------------------------------------------------------------- | ---------------------------------------------------------------------- | ---------------------------------------------------------------------- | ---------------------------------------------------------------------- |
|                                                                        | EPP-ED                                                                 | Konservatisme og kristlige demokrater                                  | Hans-Gert Pöttering                                                    | 268                                                                    |                                                                        |                                                                        |
|                                                                        | PES                                                                    | Socialisme                                                             | Martin Schulz                                                          | 200                                                                    |                                                                        |                                                                        |
|                                                                        | ALDE                                                                   | Liberalisme og liberale demokrater                                     | Graham Watson                                                          | 88                                                                     |                                                                        |                                                                        |
|                                                                        | G–EFA                                                                  | grønne og regionalister                                                | Daniel Cohn-Bendit Monica Frassoni                                     | 42                                                                     |                                                                        |                                                                        |
|                                                                        | EUL–NGL                                                                | Kommunisme, Socialdemokratisme og Det yderste venstre                  | Francis Wurtz                                                          | 41                                                                     |                                                                        |                                                                        |
|                                                                        | ID                                                                     | Euroskepticisme                                                        | Jens-Peter Bonde Nigel Farage                                          | 37                                                                     |                                                                        |                                                                        |
|                                                                        | UEN                                                                    | Nationalkonservatisme                                                  | Brian Crowley Cristiana Muscardini                                     | 27                                                                     |                                                                        |                                                                        |
|                                                                        | NI                                                                     | Uafhængige                                                             | ingen                                                                  | 29                                                                     | Total: 732                                                             | Kilder:                                                                |

På foranledning af EPP-ED-gruppens valgsejr i parlamentsvalget, mente gruppen, at det var en af deres egne medlemmer, den luxembourgske premierminister Jean-Claude Junker, der skulle være kommissionsformand. Han ville dog ikke selv kandidere til poste. En række tidligere kommissærer kandiderede også, herunder Chris Patten (eksterne relationer) og Franz Fischler (landbrug), ligesom Javier Solana (EU's højtstående repræsentant for udenrigsanliggender og sikkerhedspolitik) og Pat Cox (formand for parlamentet) var lette kandidater. Barroso kom dog til at fremstå som den ledende kandidat, til trods for hans støtte til Irak-krigen, og Europa-Parlamentet godkendte den 22. juli 2004, med 413 stemmer for og 215 stemmer mod (44 undlod at stemme), den pågældende som formand for Europakommissionen.
Under høringerne, forholdt Europa-Parlamentet sig kritisk til en række at de foreslåede kommissærer. Der blev stillet spørgsmålstegn ved egnetheden af Ingrida Udre (beskatning og toldunion), László Kovács (energi), Neelie Kroes (konkurrence) og Mariann Fischer Boel (landbrug). Det mest kontroversielle kommissæremne var dog Rocco Buttiglione (retlige anliggender, frihed og sikkerhed) på grund af hans konservative kommentarer (om kvinders stilling i ægteskab og at homoseksualitet var en synd), som i øjne visse parlamentsmedlemmer, gjorde ham uegnet til en post, hvis formål var at sikre borgerlige rettigheder i unionens stater. Parlamentets udvalg for civile rettigheder nedstemte Buttiglione; og han er dermed den første kandidatkommissær, som ikke blev kommissær fordi Europa-Parlamentet ikke ville godkende ham.
Socialisterne (PES) var de mest højrøstede kritikere af Barroso og hans kommissærkandidater, mens Folkeparti støttede både Barroso og kandidater. De liberale (ALDE) var splittede i spørgsmålet. Barroso har forsøgt at tilbyde små indrømmelser til Europa-Parlamentet, men de blev ikke accepteret, eftersom PES havde nemlig gjort det klart, at de ville nedstemme samtlige kandidater, hvorfor de splittede liberale kom til at sidde på de afgørende mandater. EPP-ED krævede samtidig, at en socialistisk kommissær også måtte ofres, så man kunne opretholde balancen efter Buttiglione. Barroso gav til sidst efter og tilbagetrak samtlige sine kommissærkandidater. Efter en periode på tre uger, hvor Prodi fortsatte sin kommission som et forretningsministerium, præsenterede Barroso på ny et forslag til en ny kommission.
Barrosos nye forslag var ændret på tre punkter: Buttiglione var blevet trukket tilbage af Italien og erstattet af udenrigsminister Franco Frattini; László Kovács var blevet flyttet fra energi til beskatning og Ingrida Udre var blev trukket tilbage og erstattet af Andris Piebalgs, som overtog den nu ledige post på energiområdet. Kommissionen blev godkendt den 18. november 2004 – 449 stemte for, 149 imod (82 undlod at stemme) – hvor Barroso opnåede støtte fra de tre store partier i Europa-Parlamentet. Hans første kommission tiltrådte den 22. november.

#### Kommissionen Barroso II
Det Europæiske Folkeparti (EPP) opnåede ved Europa-Parlamentsvalget i 2009 endnu engang flest mandater. Dette til trods for, at de britiske konservative i tiden op til valget havde forladt denne gruppe og dannet en ny. Bruddet mellem de britiske og andre europæiske konservative skyldtes, at de britiske konservative ikke delte den tilnærmelsesvist føderalistiske ideologi, som partierne i EPP dyrkede. Sammen med andre borgerlige og anti-føderalistiske partier fra central- og østeuropa dannede de britiske konservative gruppen De Europæiske Konservative & Reformister (ECR). De to største partier i parlamentet, EPP og S&D, indgik som før en magtdelingsaftale, der reelt udelukkede de øvrige grupper fra de mest indflydelsesrige poster og beslutninger. Jarzy Buzek blev af disse to grupper valgt som Europa-Parlamentets første centraleuropæiske formand.
| Europa-Parlamentsvalg 2009 | Europa-Parlamentsvalg 2009 | Europa-Parlamentsvalg 2009                             | Europa-Parlamentsvalg 2009         | Europa-Parlamentsvalg 2009 | Europa-Parlamentsvalg 2009 | Europa-Parlamentsvalg 2009             |
| Gruppe                     | Gruppe                     | Beskrivelse                                            | Formand                            | MEPere                     | MEPere                     | MEPere                                 |
| -------------------------- | -------------------------- | ------------------------------------------------------ | ---------------------------------- | -------------------------- | -------------------------- | -------------------------------------- |
|                            | EPP                        | Kristendemokrater/Konservative                         | Joseph Daul                        | 265                        |                            |                                        |
|                            | S&D                        | Socialdemokrater og socialister                        | Martin Schulz                      | 184                        |                            |                                        |
|                            | ALDE/ADLE                  | Liberale og demokrater                                 | Guy Verhofstadt                    | 84                         |                            |                                        |
|                            | G–EFA                      | Grønne og regionalister                                | Daniel Cohn-Bendit Monica Frassoni | 55                         |                            |                                        |
|                            | ECR                        | Konservative/Euroskeptikere                            | Michał Kamiński                    | 54                         |                            |                                        |
|                            | GUE/NGL                    | Forenede Europæiske Venstrefløj/Nordisk Grønne Venstre | Gabriele Zimmer                    | 35                         |                            |                                        |
|                            | EFD                        | Euroskeptikere/Højreorienterede                        | Francesco Speroni Nigel Farage     | 32                         |                            |                                        |
|                            | NI                         | Uafhængige                                             | ingen                              | 27                         | Total: 736                 | Kilder: Europa-Parlamentet / Medlemmer |

I 2008 havde Barroso vundet nok støtte fra EU's stats- og regeringschefter til, at han kunne fortsætte i endnu en periode som formand for Europakommissionen. Ved valget i 2009 havde EPP fastholdt sin position som det største parti; dog uden et absolut flertal bag sig. EPP støttede Barroso, i hans ønske om at fortsætte som formand for Europakommissionen, og S&D og ALDE undlod at støtte alternative kandidater. På trods heraf blev der imidlertid dannet en rød-grøn-gul koalition (bestående af S&D, ALDE og G-EFA), som forsøgte at opnå politiske indrømmelser. På et møde med de politiske grupper den 10. september 2009, kunne Barroso, foran en udsædvanligt tætpakket forsamling, fremlægge sit politiske program, der affødte en livlig debat. Debatten førte til, at ALDE og S&D opblødte sin kritik af Barroso – os sammen med EPP og anti-føderalisterne i ECR-gruppen kunne ALDE den 15. september erklære, at de støttede Barroso. Den 16. september 2009 blev Barroso genvalgt af Europa-Parlamentet med 382 for, 219 imod (117 undlod at stemme).
Den bulgarske kommissionskandidat Rumiana Jeleva, blev i forbindelse med godkendelsesprocessen tvunget til at trække sit kandidatur på grund af modstand fra medlemmerne, især S&D, der satte spørgsmålstegn hendes egnethed og økonomiske interesser trods opbakning fra EPP (som hendes nationale parti tilhørte). Bulgarien sendte i stedet Kristalina Georgieva, men dette førte til, at afstemningen om den samlede kommission måtte udskydes i adskillige uger, fordi der skulle findes tid til, at Georgieva kunne hørt og udspurgt af Europa-Parlamentet.
Europa-Parlamentet godkendte ved en afstemning den 9. februar 2010– med 448 stemmer for, 137 imod (72 undlod at stemme) – den samlede kommission. Den nye gruppe af anti-føderlistiske ECR-gruppe, der primært bestod af britiske konservative, undlod – af demokratiske årsager – i den forbindelse at stemme.

### Udvidelser
I 2004 blev den såkaldte "Øst-udvidelse" gennemført, hvorved i alt otte central- og østeuropæiske stater indtrådte i unionen. Ligeledes indtrådte middelhavsstaterne Malta og Cypern. Forholdene i den union de nye medlemsstater indtrådte i, var markant anderledes end i starten af 1990'erne og den institutionelle ramme var på mange måder ikke gearet til en union af så mange stater. Især de central- og østeuropæiske staters indtræden har været genstand for ganske megen debat – både i og udenfor EU-systemet og netop denne del af udvidelsen har, bortset fra optagelsen Grækenland, været den nok mest kritiserede.
Tilbage står imidlertid at udvidelsen blev gennemført, og at det naturligvis viste sig at de nye medlemmer var ganske forskellige og ikke i længden kunne behandles som en 2. rangs blok af øst-medlemmer. Flere af de i 2004 optagne lande er f.eks. blevet medlem af Schengen og Euroen.
Makedonien, der indtrådte i 2004, kom i forbindelse med sin indtræden ud i en sproglig konflikt med Grækenland, der handlede om, hvilket navn den makedonske stat måtte benytte sig af. I Grækenland var der allerede en provins der hed Makedonien og af historiske årsager betingede Grækenland sin godkendelse af udvidelsen af, at Makedonien fremover kaldte sig Den Tidligere Jugoslaviske Republik Makedonien, forkortet FYROM. Der var ligeledes problemer med, hvorledes man skulle forholde sig til Cypern: Oprindeligt havde en cypriotisk optagelse været betinget af, at hele øen Cypern kunne indtræde. Eftersom Grækenland og Tyrkiet ikke havde opnået enighed om, hvem der havde herredømmet over øen kunne Cypern ikke optages, hvorfor Grækenland betingede sin godkendelse af de øvrige landes optagelse af, at kun den græske del af Cypern kunne optages. Derfor er den tyrkiske del af Cypern fortsat ikke medlem af EU. Nordpå var der problemer med den russiske enklave Kaliningrad, der med Litauens indtræden i EU ville komme til at være omkranset af EU-stater. Selvom enklaver ikke er unormale, ytrede Rusland utilfredshed med udvidelsen; til trods for, at Kaliningrad også før udvidelsen var en enklave.
Bulgarien og Rumænien havde ligesom de ovenfor nævnte stater søgt om optagelse i 1995, men en ringe økonomis udvikling, korruption og organiseret kriminalitet satte en stopper for staternes optagelse i 2004. I 2007 kunne Øst-udvidelsen imidlertid afsluttes, da de to stater fra 1. januar dette år kunne indtræde i unionen, på trods af, at begge lande fortsat kritiseres for at gøre for lidt i kampen mod korruption og organiseret kriminalitet.
Forhandlingsprocessen med Kroatien, der var et kandidatland, havde været blokeret i 10 måneder på grund af et slovensk veto mod optagelsen. Vetoet blev tilbagekaldt i september 2009 og Kroatien forventes at kunne blive medlem af EU, enten i 2013 eller 2014. I mellemtiden har den finansielle krise ramt Island hårdt og den nordatlantiske østat har efterfølgende søgt om optagelse i EU. Forhandlingerne med Island forventes afsluttet hurtigt således, at problemerne om fiskerirettigheder vil være de sidste der skal løses, før det islandske folk ved en folkeafstemning kan beslutte, om staten skal indtræde i EU.

### Forfatningstraktaten

#### Laeken-deklarationen
Det Europæiske Råd havde på sit møde i den belgiske by Laeken i december 2001 vedtaget den såkaldte Laeken-deklaration Arkiveret 12. august 2011 hos  Wayback Machine. I deklarationen forpligtede stats- og regeringscheferne sig til at arbejde for, at Den Europæiske Union blev mere demokratisk, gennemsigtig og effektiv. For at disse mål kunne nås mente man det var nødvendigt, at EU's eksisterende traktatgrundlag, der bestod af to traktater og en række tillægsprotokoller, grundlæggende skulle laves om. I stedet for selv at udarbejde et sådant forfatningsforslag bestemte rådet, at en række såkaldte "stakeholders" skulle indkaldes til et konvent og dér undersøge, hvorledes man kunne opnå målene.

#### Det Europæiske Konvent
Det Europæiske Konventet bestod af 102 medlemmer. Valéry Giscard d'Estaing, tidligere franske statsleder, blev udnævnt som dets formand, mens Giuliano Amato, tidligere italiensk regeringsleder, og Jean-Luc Dehaene, tidligere belgisk regeringsleder, blev udnævnt til vice-formænd. Konventets medlemmer i øvrigt blev udpeget af parlamenterne i både EU-medlemsstater og kandidatlande, Europa-Parlamentet, Europakommissionen samt EU's stats- og regeringschefer. Efter alt var på plads kunne konventet mødes for første gang i februar 2002 og mødtes derefter en til to gange om måneden. Alle dets møder blev afholdt i Europa-Parlamentets bygning i Bryssel.
Konventet, der havde fået til opgave at udarbejde et "endeligt dokument – Udkast til traktat om en forfatning for Europa – der kunne overbringes til Det Europæiske Råd engang i 2004, udsendte sit færdige udkast allerede i juli 2003, hvorefter regeringslederne gik i gang med forhandlinger. Man nåede dog ikke til enighed før juni 2004 – efter flere topmøder – hvor man undervejs ikke var sikker på, at man faktisk ville nå til enighed.

#### Folkeafstemninger om forfatningstraktatens vedtagelse
Efter at regeringslederne var blevet enige om traktaten, var det så meningen, at den skulle ratificeres. Ud af de 25 lande besluttede de 10, at de ville holde en folkeafstemning, heriblandt Danmark. Spanien fik et stort flertal hjem, men allerede i den anden folkeafstemning i Frankrig den 29. maj 2005 blev traktaten nedstemt. Et par dage efter, den 1. juni, skulle Holland så stemme og de stemte også nej. Dette betød reelt, at forfatningen var blevet forkastet, eftersom den skal ratificeres af alle lande før den træder i kraft. Storbritannien, Danmark, Irland og Portugal valgte efter folkeafstemningerne i Frankrig og Holland ikke at afholde folkeafstemninger.
|                     | Spanien          | Frankrig     | Holland      | Det Forenede Kongerige | Danmark | Irland | Portugal |
| ------------------- | ---------------- | ------------ | ------------ | ---------------------- | ------- | ------ | -------- |
| Dato for afstemning | 20. februar 2005 | 29. maj 2005 | 1. juni 2005 | aflyst                 | aflyst  | aflyst | aflyst   |
| Resultat            | Godkendt         | Forkastet    | Forkastet    | -                      | -       | -      | -        |

Foruden Spanien, hvor vælgerne stemte ”ja” til forfatningstraktaten, blev den ligeledes vedtaget af de parlamentariske forsamlinger i en række af EU's medlemsstater: Litauen, Ungarn, Slovenien, Italien, Grækenland, Slovakiet, Østrig, Tyskland, Letland, Cypern, Malta, Luxemburg, Belgien, Estland, Finland, Bulgarien og Rumænien. Det nåede aldrig at blive besluttet om hvorvidt vælgerne i Tjekkiet og Polen ville få lov til at gå til folkeafstemning om traktaterne.

### Euroen og recessionen
Euroen blev i 2007 indført i Slovenien, Malta og Cypern, i Slovakiet i 2009 og i Estland i 2011. Men som en følge af den første recession i 2008 opstod der problemer med den fortsatte udvidelse af euroområdet. Områdets medlemmer indledte et statsligt samarbejde i et forsøg på at modvirke recessionen, ligesom Den Europæiske centralbank intervenerede i økonomien.
I forbindelse med den efterfølgende gældskrise stod det klart, at Grækenland og visse andre eurolande, havde problemer med at betale deres løbende afdrag på statsgældenden. For at undgå en statsbankerot blev eurolandene enige om at redde disse medlemsstater. Dette var en u-vending i forhold til hidtidig politik og også i strid med EU's traktater, der forbyder denne form for hjælpepakker. Forbuddet er begrundet i et ønske om, at EU's medlemsstater selv får bedre styr på deres økonomier. Grunden til at man ændrede standpunkt og handlede i strid med traktaterne var, at man ønskede at modvirke, at en eventuel statsbankerot i Grækenland skulle få følgevirkninger i de øvrige eurostaters økonomier.